# NGC 4084
NGC 4084是一个位于后发座的椭圆星系，距离地球3.15亿光年，1865年4月26日由海因里希·路易·达雷发现，属于后髮座超星系團，是一个LINER星系。